# Cernowe
Der Ort Cernowe ist eine Wüstung im heutigen Landkreis Mecklenburgische Seenplatte im südlichen Mecklenburg-Vorpommern.

## Überliefertes
Cernowe wird als Siedlung im Jahr 1261 erwähnt. Es befand sich in der Röbelschen Feldmark nahe Röbel, südwestlich der Müritz. Der exakte Standort und der Grund für die Aufgabe des Ortes ist unbekannt.

## Ortsname
Der Ortsname ist slawischen Ursprungs und enthält die Silbe cern, welche als schwarz oder schwarzer Ort ins Deutsche übertragen werden kann.